# Río Algama (afluente del Manol)
El río Algama es un curso de agua del nordeste de la península ibérica, afluente del Manol. Discurre por la provincia de Gerona.

## Curso
El río, que discurre por la provincia española de Gerona, nace de las aguas que descienden de la montaña de San Martín Saserra, en el municipio de Figueras. Con diferentes nombres, baña diversos puntos de los términos municipales de Lladó, Cabanellas, Navata y Borrassá, y acaba desaguando en el Manol. Aparece descrito en el primer volumen del Diccionario geográfico-estadístico-histórico de España y sus posesiones de Ultramar de Pascual Madoz con las siguientes palabras:

ALGAMA: r. en la prov. de Gerona, que debe su orígen á las aguas pluviales que despiden las vertientes de la montaña de S. Martin Saserra (part. jud. de Figueras), que se halla en la parte oriental de este l.: corre sin denominacion particular media hora de dist., hasta el térm. de Lladó, en que se le une un arroyo, y toma el nombre de Ribera de Corominola: pasa por las inmediaciones de la casa de Roura de Lladó, donde toma las aguas de otro arroyo y el nombre de Ribera den Roura: de alli entra en el terr. de Cabanellas, y al pasar por el pie de una casa sit. en la parte del N., llamada de Casellas, recibe las aguas de algunas fuentes inmediatas y vuelve á cambiar su nombre por el de Ribera de Casellas: despues de media leg. de curso, entra en el térm. de Nabata por la parte de poniente, y al pasar por las inmediaciones de la casa de Mascamp, toma este nombre: sigue su curso media leg. en que atraviesa la carretera que va de Olot á Figueras, y poco antes de este paso, cambia por quinta vez su nombre tomando el de torrente de Algama; á unos 30 pasos de este punto se enriquece con las aguas de una fuente muy caudalosa que brota en el pie de una casa llamada Algama, de suerte que hasta aqui, es tan insignificante su caudal, que la mayor parte del año está seco, y de consiguiente sus aguas apenas pueden causar ningun beneficio. Despues de algun rodeo entra en el térm. de Canellas, hasta llegar á las inmediaciones del r. Fluviá, que pasa por las de este pueblo, al que parece va á unirse, y variando repentinamente de direccion, dirige su curso despues de correr el espacio de media leg., al vecindario de Crexell, térm. de Borrasá, en donde da impulso á un molino harinero; y 1/4 de leg. mas abajo, en el vecindario de Vilamorell, impulsa las ruedas de otro de la misma especie: mueve luego despues el de Sta. Llogaya (Leocadia); de Algama pasa en seguida por la inmediacion de este pueblo, y 200 pasos mas abajo, cerca la carretera que va de Figueras á Gerona se une con el r. Manol. Su curso es de 4 leg. escasas; su direccion de NE. á S.; cria anguilas y barbos en poca cantidad.
(Madoz, 1845, p. 547)